# Karl zu Hohenlohe-Bartenstein
Karl Ludwig Konstantin Heinrich Fürst zu Hohenlohe-Bartenstein (* 2. Juli 1837 auf Schloss Haltenbergstetten; † 23. Mai 1877 ebenda) war ein Offizier der Kaiserlich-Königlichen Armee und Standesherr des Königreichs Württemberg.

## Abstammung
Geboren wurde er als Sohn von Fürst Ludwig zu Hohenlohe-Jagstberg (1802–1850) und von  Henriette Wilhelmine, geborene Prinzessin zu Auersperg (1815–1901) und hatte noch einen jüngeren Bruder Albert (1842–1898) sowie eine Schwester Luise (1840–1873), die seit 1863 mit Leopold von Sternberg verheiratet war.

## Leben
Karl Fürst zu Hohenlohe war Offizier im k.u.k. Husarenregiment „Graf Nádasdy“ Nr. 9.
Als sein Vater 1850 starb, erbte er den Fürstentitel der Linie  Hohenlohe-Bartenstein, welcher 1844 an die Linie Hohenlohe-Jagstberg gefallen war, verbunden mit einem Mandat in der Kammer der Standesherren der Landstände in Stuttgart. Er konnte das Mandat wegen seiner Minderjährigkeit zunächst nicht selbst wahrnehmen und ließ sich durch Friedrich Karl zu Hohenlohe-Waldenburg-Schillingsfürst vertreten. Obwohl er das Mandat in der Kammer der Standesherren nie aberkannt bekam, trat er auch nach seiner Volljährigkeit nicht persönlich in die Kammer in Stuttgart ein, da ihm dazu offensichtlich die Neigung und Befähigung fehlte. 1864 verfiel er zudem in als unheilbar diagnostizierte „Schwermut“ und ließ sich im Landtag durch seinen Bruder Albert vertreten. Seine Frau mit den Kindern verließ ihn und zog zu ihren Eltern nach Böhmen. Sie wurde als Fürstin Rosa zu Hohenlohe ebenso wie deren Tochter, Prinzessin Nora, am Kaiserhof berühmt. Beide galten bis zum Untergang der Monarchie als einflussreiche Salonnièren und Grande Dames der Wiener Gesellschaft.
In der 5. Sitzung des 27. ordentlichen württembergischen Landtags am 7. Juni 1877 in Stuttgart hielt der Vizepräsident der Kammer der Standesherren, Fürst Hermann zu Hohenlohe-Langenburg, einen Nachruf auf den jung verstorbenen Fürsten zu Hohenlohe-Bartenstein.

## Ehe und Nachkommen
Fürst Karl war seit dem 30. Oktober 1859 mit Rosa Karoline Gräfin von Sternberg (* 16. März 1836 in Gyöngyös; † 15. Mai 1918 in Wien) verheiratet. Sie war die Tochter von Jaroslav Graf von Sternberg (* 12. Februar 1809; † 18. Juli 1874), Herrn auf Schloss Častolovice und Schloss Zasmuk, und der Eleonore Sternberg geb. Freiin von Orczy (* 16. Mai 1811; † 1865).
Aus der Ehe des Fürstenpaares Rosa und Karl gingen drei Kinder hervor:
- Marie (* 6. Juli 1861 in Bartenstein; † 26. Mai 1933 in Baden bei Wien), seit 1885 verheiratet mit Albert Graf Lónyay de Nagy-Lónya et Vasáros-Namény
- Johannes Fürst zu Hohenlohe-Bartenstein (1863–1921)
- Eleonora (1864–1945), seit 1887 verheiratet mit Erbgraf (ab 1906 Fürst) Karl Georg Fugger von Babenhausen

Nach dem Tode von Fürst Karl vermählte sich seine Witwe Fürstin Rosa 1881 mit dem österreichischen Offizier Leopold Prinz Croÿ.